# In Amber
In Amber è il quinto album in studio del gruppo musicale statunitense Hercules and Love Affair, pubblicato nel 2022.

## Descrizione
In questo disco Andy Butler, fondatore, cantante e musicista degli Hercules and Love Affair, ritorna a collaborare con Anohni (noto in passato come Antony and the Johnsons), che si presta a diverse tracce tra cui Grace, Poisonous Storytelling e One, che sono peraltro i primi tre singoli estratti.

## Tracce
1. Grace – 3:56
2. One (feat. Anohni) – 4:37
3. You've Won This War – 5:45
4. Christian Prayers (feat. Anohni) – 5:47
5. Dissociation (feat. Elin Eyþórsdóttir) – 4:14
6. Contempt for You (feat. Anohni) – 5:05
7. Gates of Separation – 5:11
8. Killing His Family (feat. Anohni) – 3:50
9. Who Will Save Us (feat. Anohni) – 4:07
10. The Eyes of the Father – 5:16
11. Poisonous Storytelling (feat. Anohni) – 5:20
12. Repent – 3:18